# Топса (Красноборский район)
Топса — деревня в Красноборском районе Архангельской области. Входит в состав Верхнеуфтюгского сельского поселения.

## География
Находится в юго-восточной части Архангельской области на расстоянии менее 2 км на восток по прямой от административного центра поселения деревни Верхняя Уфтюга на левом берегу реки Уфтюга.

## История
Упоминалась ещё в 1670 году. В 1859 году здесь (деревня Сольвычегодского уезда Вологодской губернии) было учтено 10 дворов. Имеется часовня.

## Население
Численность населения: 76 человек (1859 год), 9 (русские 100 %) в 2002 году, 2 в 2010.